# Padilla graminicola
Padilla graminicola là một loài nhện trong họ Salticidae.
Loài này thuộc chi Padilla. Padilla graminicola được Ledoux miêu tả năm 2007.